# Krankenhaus der Barmherzigen Schwestern Wien
Das Krankenhaus der Barmherzigen Schwestern ist ein 1832 gegründetes zur Vinzenz Gruppe gehörendes Krankenhaus im 6. Wiener Gemeindebezirk. Es ist ein Krankenhaus der medizinischen Regelversorgung, das zudem über Schwerpunktzentren verfügt und jährlich 55000 Patienten stationär und ambulant betreut.

## Geschichte
Die Gemeinschaft der Barmherzigen Schwestern wurde im 17. Jahrhundert von Vinzenz von Paul in Frankreich gegründet. 1831 wurden Schwestern des Ordens nach Bemühungen durch den Wiener Domherrn Karl Ludwig Graf Coudenhove nach Wien berufen. Am 2. März 1832 wurde das Haus gegründet und am 27. Juni 1832 eröffnet.

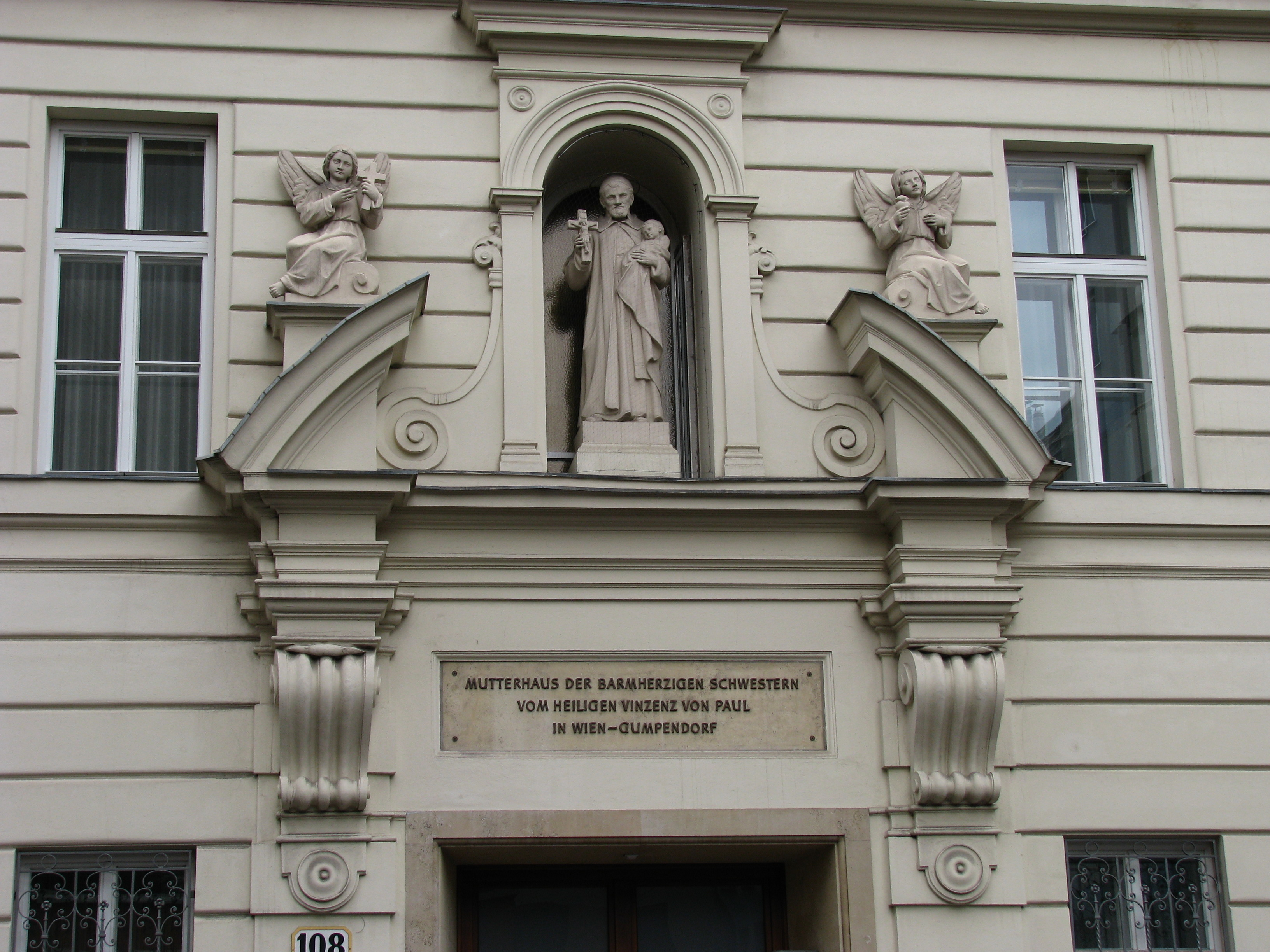
Mutterhaus der Barmherzigen Schwester in Wien

An das Krankenhaus angeschlossen befand sich auch das Kloster.
Das Grundstück in der Gumpendorfer Straße stellte Erzherzog Maximillian zur Verfügung.
Das Krankenhaus wurde schnell zu klein. 1834 wurde durch Karl Ludwig Graf Coudenhove im Namen von Erzherzogs ein Neubau errichtet.
1878 wurde das Homöopathische Kinderspital eingerichtet, in dem bis 1910 ausschließlich homöopathische Medikamente verabreicht wurden. Finanziert wurde der Bau durch ein Vermächtnis von Johannes Ritter von Lebenswarth, der Leibarzt des Erzherzogs.  1914 wurde das Kinderspital geschlossen.
Während des Zweiten Weltkriegs wurde das Krankenhaus beschlagnahmt und als Reservelazarett II Wien geführt, dem auch ein Lazarett für Kriegsgefangene angegliedert war. Am 5. November 1944 wurde das Haus bombardiert. Der Wiederaufbau dauerte bis 1949.
Von 1971 bis 1976 wurde im Bereich Gumpendorfer Straße, Stümper-, Linien- und Millergasse ein achtgeschoßiger Neubau errichtet, außerdem ein Altenheim, ein Kindergarten und ein Personalhaus.

## Angebot und Struktur
Das Krankenhaus der Barmherzigen Schwestern ist ein Krankenhaus der medizinischen Regelversorgung, das über 211 Betten verfügt und jährlich 55000 Patienten versorgt. Das Krankenhaus verfolgt hierbei einen ganzheitlichen medizinischen Ansatz und legt einen Schwerpunkt auf die interdisziplinäre Zusammenarbeit, also das koordinierte Vorgehen mehrerer Facharztrichtungen in der Patientenversorgung. Bei den pflegerischen Leistungen verfolgt das Krankenhaus seit 2019 das "Caring"-Konzept, das sich ein gutes Verhältnis zwischen Pflegenden und Patienten stützt. Neben der "Fachlichkeit" und "Information und Förderung" betont dieses Konzept auch zwischenmenschliche Prinzipien wie "Vertrauen schaffen" und "Verfügbarkeit".

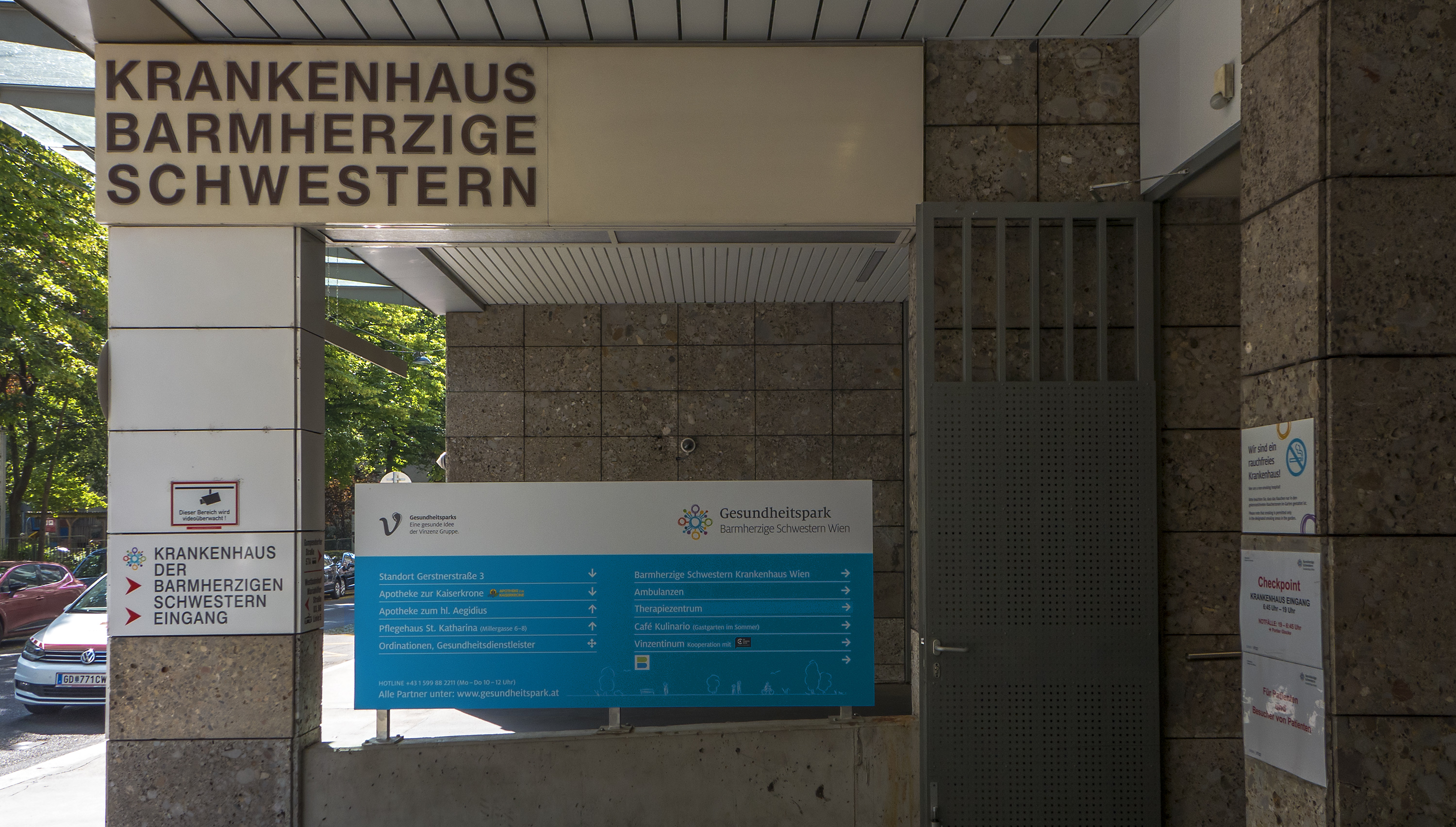
Eingangsbereich

### Stationäre Leistungen
Das Krankenhaus verfügt über mehrere medizinische Abteilungen.
- I. Medizinische Abteilung: Onkologie und Hämatologie
- II. Medizinische Abteilung: Innere Medizin, Gastroenterologie, Hepatologie, Stoffwechsel- und Entzündungsmedizin
- III. Medizinische Abteilung: Psychosomatik

Die Abteilung für Allgemeinchirurgie und Viszeralchirurgie ist im Zuge der Entwicklung des Krankenhauses zu einem Schwerpunktangebot für den Verdauungstrakt und die Onkologie zu einer der größten Chirurgien Wiens geworden. Zudem gibt es urologische und kardiologische Abteilungen und eine Abteilung für Diagnostische und Interventionelle Radiologie. Die Intensivstation des Krankenhauses ist auf die Versorgung von sechs Intensiv-Patienten ausgerichtet. Zur Station gehört ein angeschlossenes Intensiv-Labor, das zeitnahe Analysen und Befunde ermöglicht. Viele dieser Versorgungsangebote können im Krankenhaus der Barmherzigen Schwestern auch ambulant wahrgenommen werden. Dies ist beispielsweise in der Abteilung für Physikalische Medizin und Rehabilitation der Fall, deren Angebote hinsichtlich Ergotherapie, Physiotherapie oder Heilmassage zum Teil bereits während des Krankenhausaufenthaltes einsetzen und dann ambulant fortgeführt werden.

### Versorgungsschwerpunkte

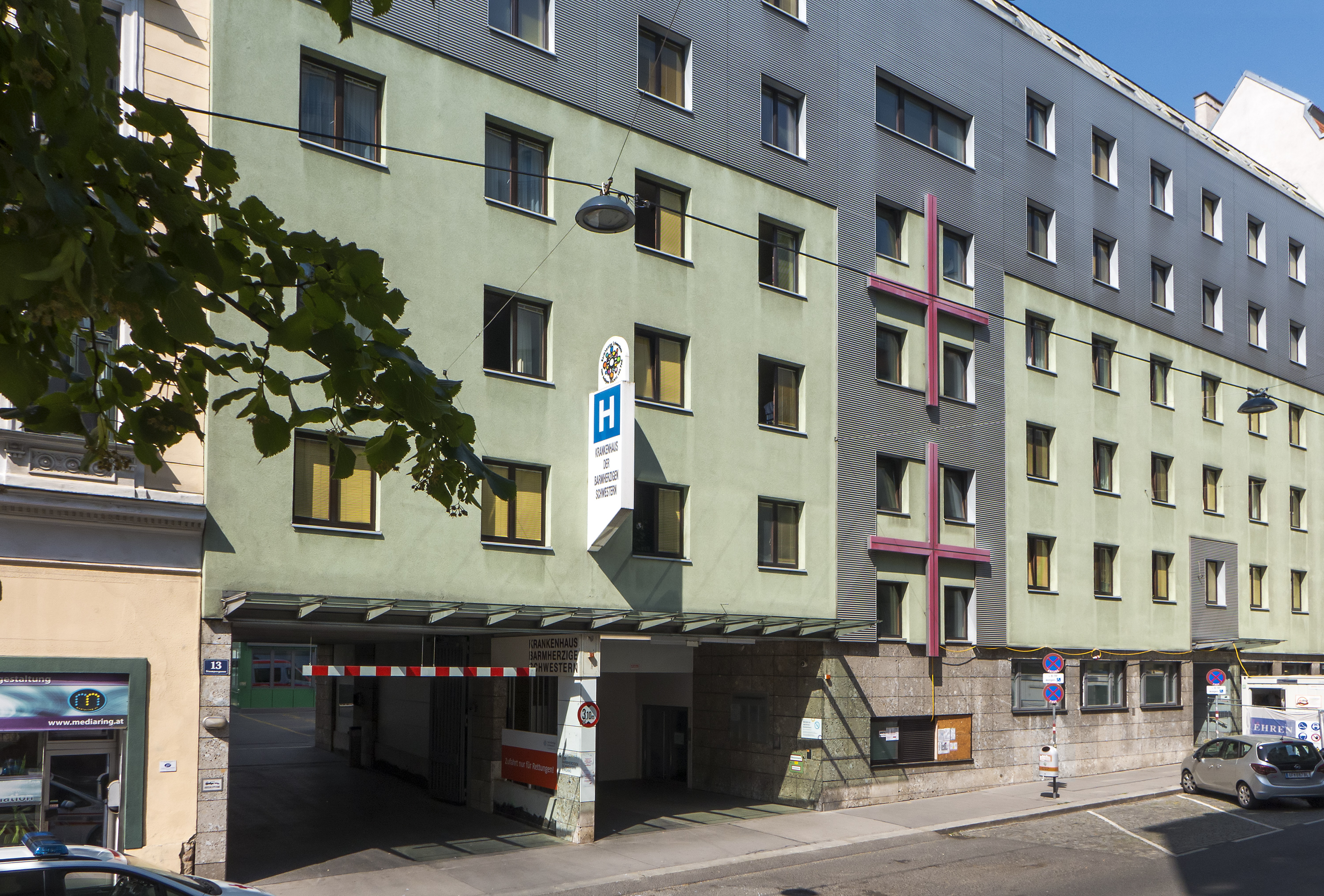
Krankenhaus der Barmherzigen Schwestern

Die Entwicklung des Krankenhauses der Barmherzigen Schwestern zu einer Fachklinik für den gesamten Verdauungstrakt und die Urologie spiegelt sich in der Einrichtung und dem Ausbau der diversen Schwerpunktzentren des Krankenhauses wider.
- Darmzentrum
- Beckenboden-Zentrum
- Endoskopie
- Tagesklinik
- Adipositas-Zentrum

Eine Besonderheit des Angebotes im Rahmen der Adipositas-Versorgung ist ein medizinisch beaufsichtigtes mehrmonatiges Trainingsprogramm, dem sich Anwärter auf eine Operation im Zusammenhang mit Adipositas unterziehen. Dieses Programm, das im Sommer 2021 etabliert wurde, umfasst Kraft- und Ausdauertraining und bereitet die Betroffenen auf die Operation vor. Bei den entsprechenden Operationen – beispielsweise Magenverkleinerungen – kommt im Adipositas-Zentrum ein spezielles Gas zur Anwendung, das mit Schmerzmitteln kombiniert wird und dem Patienten eine raschere Erholung im Anschluss an den Eingriff ermöglichen soll.

### Weitere Angebote
Neben den klinischen macht das Krankenhaus den Patienten weitere Angebote, die eine Versorgung im häuslichen oder im Heimbereich unterstützen. Hierzu gehören eine Apotheke, ein "Gesundheitspark" sowie ein klinikeigenes Wundmanagement, das beispielsweise Patienten mit chronischen Wunden unterstützt. Zudem bietet ein diätologisches Team Unterstützung und Beratung in Fragen der Ernährung. Das Entlassungsmanagement des Krankenhauses ermöglicht eine Überleitung von Patienten aus dem stationären Aufenthalt in den häuslichen Bereich oder das Pflegeheim. Darüber hinaus bietet das Krankenhaus eine eigene Seelsorge an oder vermittelt Kontakte zu Selbsthilfegruppen.

## Covid-19-Pandemie
Im Zuge der COVID-19-Pandemie in Österreich wurde eine Station des Krankenhauses der Barmherzigen Schwestern zu einer Covid-Station umgebaut und Intensivbetten entsprechend umgewidmet. Im Rahmen des von der Pflege des Krankenhauses verfolgten "Caring"-Konzeptes wurden mehr als 100 Patienten die aufgrund von Covid-19 stationär behandelt wurden, zu ihrer Versorgungssituation befragt. Die hierauf basierende Studie wurde im September 2021 in der Fachzeitschrift ProCare veröffentlicht und zeigte die steigende Bedeutung des Konzeptes angesichts der Entwicklung der Pandemie auf.